# Бирюзовый зимородок
Бирюзо́вый зиморо́док (лат. Alcedo quadribrachys) — африканская птица семейства зимородковых.

## Описание
Бирюзовый зимородок длиной 16 см, похож на обыкновенного зимородка. У него чёрный клюв, голова синяя, верхняя сторона крыльев тёмно-синяя, горло белое, грудь, брюхо и нижняя сторона крыльев красноватого цвета.

## Распространение
Бирюзовый зимородок обитает в тропических влажных джунглях Западной и Центральной Африки.

## Поведение
Бирюзовый зимородок охотится из засады. Он питается маленькими рыбами, ракообразными и водными насекомыми.

## Подвиды
Известны два подвида. Область распространения Alcedo q. quadribrachys простирается в Западной Африке от Сенегала и Гамбии до западной Нигерии, в то время как Alcedo q. guentheri распространён от юго-западной Нигерии к озеру Виктория на востоке и на юге до северо-западной Замбии и северной Анголы.